# Focus Jirakul
Focus Jirakul ou Focus Jeerakul ou Fokat Chirakun (thaï : โฟกัส จีระกุล), née le 14 février 1993 à Bangkok, est une actrice thaïlandaise.

## Biographie
Elle doit sa notoriété à son rôle d'actrice principale dans le film Fan Chan (My Girl) en 2003 alors qu'elle n'était encore qu'une enfant,,,,.

Elle est aussi actrice principale dans des séries télévisées dont la saison U-Prince : Absolute Economist (2016-2017) ainsi que Monhak Transistor (2018), une adaptation en 26 épisodes du film Monrak Transistor réalisée par Chukiat Sakveerakul.

## Filmographie
- 2003 : Fan Chan[8] (แฟนฉัน / My Girl)[9]
- 2006 : The Possible (เก๋า..เก๋า)
- 2007 : Charlotte's Web (ให้เสียงไทย เด็กหญิงเฟิร์น อราเบิ้ล)
- 2007 : Ghost Mother (ผีเลี้ยงลูกคน)
- 2008 : Hormones (ปิดเทอมใหญ่ หัวใจว้าวุ่น)
- 2012 : Seven Something (รัก 7 ปี ดี 7 หน)
- 2012 : 3AM (ตีสาม 3D)
- 2014 : The Eyes Diary (คนเห็นผี)[10]
- 2017 : Doraemon (โดราเอมอน เดอะมูฟวี ตอน โนบิตะกับกำเนิดญี่ปุ่น)